# Hubert Dupont
Hubert Dupont (ur. 13 listopada 1980 w Vénissieux) – francuski kolarz szosowy. W gronie profesjonalistów ścigał się w latach 2005–2019.